# 霍姆敦 (伊利諾伊州)
霍姆敦（英語：Hometown）是一個位於美國伊利諾伊州庫克縣的城市。

## 地理
霍姆敦的座標為41°43′50″N 87°43′55″W / 41.73056°N 87.73194°W，而該地的平均海拔高度為190米（即623英尺）。

## 人口
根據2010年美國人口普查的數據，霍姆敦的面積為1.24平方千米，當中陸地面積為1.24平方千米，而水域面積為0.00平方千米。當地共有人口4349人，而人口密度為每平方千米3,507.26人。